# Эверласт
Эверласт (англ. Everlast), настоящее имя Эрик Фрэнсис Шроди (англ. Erik Francis Schrody, род. 18 августа 1969, Валли-Стрим, Нью-Йорк) — американский певец, рэпер и музыкант, фронтмен хип-хоп группы «House of Pain» с 1991 года по 1996 год. Основное направление творчества — смешение жанров рэпа, рока, блюза и кантри. В 2000 году совместно с Карлосом Сантаной получил премию «Грэмми» в номинации «Лучшее вокальное рок-исполнение дуэта или группы» за композицию «Put Your Lights On».

## Биография
Родился 18 августа 1969 года в Нью-Йорке. Образование получил в средней школе Тафта в Лос-Анджелесе.

### Начало творчества в «House of Pain»
Начал свою карьеру в качестве участника группы «Rhyme Syndicate». Первый сольный альбом Эверласта «Forever Everlasting» вышел в 1990 году при активной поддержке Ice T. Релиз получил отрицательные отзывы критиков и провалился коммерчески. После провала альбома, Эверласт собрал «House of Pain» куда вошли его друзья — DJ Lethal и Danny Boy. Вскоре был подписан контракт с лейблом «Tommy Boy Records», на котором в 1992 году вышел их дебютный альбом под названием «House of Pain», получивший мультиплатиновый статус (во многом благодаря треку «Jump Around»). Коллектив просуществовал до 1996 года, после чего Эверласт продолжил сольную карьеру.

### Успех сольной карьеры
Второй сольный релиз Эверласта «Whitey Ford Sings the Blues» (1998), выпущенный через восемь лет после неудачного дебюта и сильнейшего сердечного приступа, получил значительный успех среди критиков и был продан в количестве более чем 3 миллиона копий.
«Whitey Ford Sings the Blues» был положительно отмечен за удачное смешение рэпа с гитарным звуком. Альбом был создан Эверластом при участии продюсера Данте Росса и Джона Гэмбла (также известного как SD50). Песня «What It's Like», считающаяся заглавной в релизе, является наиболее успешной и известной, хотя и сингл «Ends» так же достиг Топ-10 в списке рок-композиций.
В отличие от успеха «Whitey Ford Sings the Blues», следующий альбом Эверласта, «Eat at Whitey's» (2000), коммерчески провалился при выходе в США. Однако, впоследствии он достиг платинового статуса. Релиз был благосклонно принят критикой, особенно журналом «Rolling Stone», который изменил ему оценку с «хорошего» до «отличного» и присвоил статус наиболее важного релиза месяца.

### Конфликт с Эминемом
В 2000 году возникла вражда между Эверластом и Эминемом. Последний был разъярён строкой Эверласта «I’ll buck a 380 on ones who act Shady» с трека «Ear Drums Pop (Remix)» группы «Dilated Peoples». В ответ Эминем несколько раз публично оскорбил Эверласта, и в песне «I Remember (Dedication To Whitey Ford)», выпущенной как би-сайд к 12" виниловому синглу «Shit On You» группы «D12», высмеял рэп-рок-стиль Эверласта.
Затем, Эверластом был записан трек «Whitey’s Revenge», опубликованный на его официальном веб-сайте. Трек содержал слова «Better run and check your kid for your DNA», имея в виду дочь Эминема, Хэйли. Эминем ответил треком «Quitter» при участии его группы «D12», в котором он угрожал убить Эверласта, если он ещё раз упомянет имя Хэйли. Впоследствии, Эверласт в нескольких интервью заявил, что считает, что всё уже было сказано, ему нечего добавить и он более не будет поднимать эту тему.

## Совместное творчество
За время всего своего творчества Эверласт успел поработать со множеством музыкантов, в том числе Divine Styler, Lordz Of Brooklyn, Run DMC, The X-Ecutioners, Xzibit, Carlos Santana, Swollen Members, Warren Haynes, Cypress Hill (включая участников сольных проектов DJ Muggs, B-Real и Sen Dog), Dilated Peoples, Helmet, Madonna, Sadat X, Bronx Style Bob, Casual, Cee-Lo, Prince Paul, N'Dea Davenport, Fredwreck, Kurupt, Daz Dillinger, Lord Finesse, O.C., Sick Jacken, Ill Bill, Nice & Smooth, Ice-T, Guru, KRS-One, Mack 10, Danny Diablo, Limp Bizkit, KoRn, WC, Prodigy, Mobb Deep, Bad Azz, Son Doobie из Funkdoobiest, La Coka Nostra и многими другими.

## Личная жизнь
К 1996 году Эверласт перешёл из католицизма в ислам.
В 1998 году у Эверласта был тяжелейший сердечный приступ, вызванный врожденным пороком сердца. В тот момент ему было 29 лет.
В 2009 году Эверласт женился на бывшей фотомодели журнала «Penthouse» Кессия Райли, ставшей матерью двух его дочерей — Лейлы и Сэди. Весной 2022 году Райли подала на развод, причиной которого стали «непримиримые разногласия».

## Дискография
Релизы Эверласта во время участия в House of Pain находятся в статье о группе.
| Информация о альбоме |
| --- |
| Forever Everlasting - Выпущен: 27 марта 1990 - Лейбл: Warner Bros. Records - Синглы: «Never Missin' A Beat», «The Rhythm», «I Got The Knack»            |
| Whitey Ford Sings the Blues - Выпущен: 8 сентября 1998 (дважды платиновый) - Лейбл: Tommy Boy Records - Синглы: «What It’s Like», «Ends», «Painkillers» |
| Today (EP) - Выпущен: 1999 - Лейбл: Tommy Boy Records                                                                                                   |
| Eat at Whitey's - Выпущен: 17 октября 2000 (платиновый) - Лейбл: Tommy Boy Records - Синглы: «Black Jesus», «Deadly Assassins», «I Can’t Move»          |
| White Trash Beautiful - Выпущен: 25 мая 2004 - Лейбл: Island Def Jam - Синглы: «White Trash Beautiful»                                                  |
| Love, War and The Ghost of Whitey Ford - Выпущен: 23 сентября 2008 - Лейбл: Martyr Inc Records - Синглы: «Folsom Prison Blues»                          |
| Songs of the Ungrateful Living - Выпущен: 18 октября 2011 - Лейбл: Martyr Inc Records/EMI                                                               |

### Участие в проектах
- 1989 — Ice-T — «What Ya Wanna Do?» («The Iceberg»)
- 1993 — The Whooliganz — «Hit The Deck» («Put Your Handz Up»)
- 1993 — Madonna — «Waiting (Remix)» («Rain»)
- 1994 — Nice & Smooth — «Save the Children» («Jewel of the Nile»)
- 1999 — Santana — «Put Your Lights On» («Supernatural»)
- 2001 — Run DMC — «Take The Money And Run» («Crown Royal»)
- 2001 — Kurupt — «Kuruption» («Space Boogie: Smoke Oddessey»)
- 2001 — Limp Bizkit — «Faith/Fame Remix» («New Old Songs»)
- 2002 — X-Ecutioners — «B-Boy Punk Rock 2001» («Built From Scratch»)
- 2003 — Muggs — «Gone For Good» («Dust»)
- 2003 — Lordz of Brooklyn — «Sucker MC» («Graffity Roc»)
- 2003 — Lordz of Brooklyn — «Lake of Fire Remix» («Graffity Roc»)
- 2006 — The Lordz — «The Brooklyn Way» («The Brooklyn Way»)
- 2006 — Swollen Members — «Put Me On» («Black Magic»)

### Саундтреки
- 1997 — Gravesend — «Gravesend (Lake Of Fire)» (совместно с «Lordz of Brooklyn»); «Some Nights (Are Better Than Others)»
- 1999 — End of Days — «So Long»
- 1999 — Big Daddy — «Only Love Can Break Your Heart»
- 2000 — Black & White — «Life’s A Bitch»
- 2000 — King Of The Jungle — «Love For Real (Remix)» (совместно с N’Dea Davenport)
- 2001 — Ali — «The Greatest»
- 2001 — Formula 51 — «Take The Money And Run» (совместно с «Run DMC»)
- 2005 — Little Manhattan — «Lonely Road»
- 2011 — Drive Angry — «Stone In My Hand»